# Peter Sabroe-prisen
 Ikke at forveksle med Peter Sabroe Klubbens Hæderspris.
Peter Sabroe-prisen er en pris, der uddeles af organisationen Børns Vilkår til personer, institutioner mv. der har gjort en særlig indsats for børn og unges vilkår. Prisen er opkaldt efter børneretsforkæmperen og politikeren, redaktør Peter Sabroe.

## Modtagere
Følgende personer har modtaget prisen:
- 2017 Mads Pramming
- 2016 ikke uddelt
- 2015 ikke uddelt
- 2014 ikke uddelt
- 2013 Emil Nørlund
- 2012 Team Succes
- 2011  Broen Horsens
- 2010 Bedsteforældre For Asyl
- 2009 Helle Rabøl Hansen
- 2008 Mads Brügger og Nikolaj Thomassen
- 2007 Tine Bryld
- 2006 Jes Dige
- 2005 Olav Tornøe
- 2004 Lene Lind, John Aasted Halse: Ærespris, Frode Muldkjær
- 2003 Børnecenteret SIV, Elisabeth Gjerluff Nielsen
- 2002 Olav R. Nielsen
- 2001 Per Schultz Jørgensen
- 2000 Dragsholm Kommune, Halfdan Rasmussen
- 1999 Vrede Forældre i Hvidovre v/ Michael Roer, Lars Høj: Er du mors lille dreng
- 1998 Theodores Fond – Børnebibliotek, Aalborg
- 1997 Birger Mosholt, Olav Hergel: sammen med Louise Fleischer, Louise Fleischer Sandager (f. 1967): sammen med Olav Hergel
- 1996 Ellen Margrethe Gylling, Mogens Vemmer
- 1995 Else Christensen, SFI, Alberte Winding
- 1994 Stop Volden, Erik Sigsgaard
- 1993 Det Fri Aktuelt, Grønlandske Børn i samarbejde med Red Barnet, Bjarne Reuter
- 1992 ikke uddelt
- 1991 SFI / Børn og Unge Forskergruppen, Jytte Abildstrøm
- 1990 Kulturgruppen i Helsingør /Børnekulturcentret, Erik Clausen
- 1989 Fritidscentret Pyramiden, Odense, Elith Nørreholm
- 1988 ikke uddelt
- 1987 Familierådgivningen i DR, Dea Trier Mørch
- 1986 Arbejdsgruppen til bekæmpelse af børnemishandling i Nordjyllands Amt
- 1985 Socialpædiatrisk ambulatorium Rigshospitalet
- 1984 ikke uddelt
- 1983 Christianias Børnehus
- 1982 ikke uddelt
- 1981 Børneavisen
- 1980 ikke uddelt
- 1979 Børneårskomiteen i Karlebo
- 1978 BRIS
- 1977 Nørrebros Beboeraktion